# لمعة دشت
لمعة دشت هي قرية في مقاطعة خلخال، إيران. عدد سكان هذه القرية هو 1,079 في سنة 2006.